# ダイレクト・ヒッツ (ザ・フーの編集アルバム)
『ダイレクト・ヒッツ』（Direct Hits）は、イングランドのロック・バンドであるザ・フーが1968年にイギリスで発表したコンピレーション・アルバムである。

## 解説
本作は、マネージャーのキット・ランバートとクリス・スタンプが1966年に設立したトラック・レコードから、1968年10月18日に発表された。イギリスで発表されたザ・フーのアルバムとしては4作目に当たり、イギリスでの初のコンピレーション・アルバムである。トラック・レコードから発表されたザ・フーのアルバムとしては『セル・アウト』（1967年）に続く2作目になる。
収録曲は、彼等が1966年から1968年までの間にリアクション・レコードとトラック・レコードから発表された楽曲から選択された。
本作によって、イギリスで初めてアルバムに収録された楽曲は、以下の10曲である。
- 「バケット・T」（Reaction 592 001）[3]
- 「恋のピンチ・ヒッター」（Reaction 591 001）[4][5][6]
- 「アイム・ア・ボーイ」「イン・ザ・シティ」（Reaction 591 004）[7]
- 「ハッピー・ジャック」（Reaction 591 010）[8]
- 「リリーのおもかげ」「ドクター・ドクター」（Track 604 002）[9]
- 「ラスト・タイム」（Track 604 006）[10]
- 「ドッグス（英語版）」「コール・ミー・ライトニング（英語版）」（Track 604 023）[11]

「マリー・アンヌ」はアルバム『セル・アウト』（1967年）に収録された録音ではなく、シングル『恋のマジック・アイ』のアメリカ盤のB面に収録されたものである。
2007年、日本でオリジナルマスターを定本にした紙ジャケット仕様の復刻版CDが限定発売された。

## 収録曲
作詞・作曲の記載がない曲はピート・タウンゼント作である。

### オリジナルLP
| #         | タイトル                                   | 作詞・作曲                                        | 録音年月日及び場所・プロデュ―サー・オリジナル | 時間  |
| --------- | ------------------------------------------ | ------------------------------------------------- | --- | ----- |
| 1.        | 「バケット・T Bucket T」                   | Dean Torrence, Roger Christian, Donald J. Altfeld | - 1966年8月、IBC スタジオ、ロンドン - キット・ランバート - EP『レディ・ステディ・フー』（1966年11月11日） | 2:08  |
| 2.        | 「アイム・ア・ボーイ I'm a Boy」           |                                                   | - 1966年8月1日、IBC スタジオ、ロンドン - キット・ランバート - シングル『アイム・ア・ボーイ』A面（1966年8月26日、1966年12月）                                                                                           | 2:36  |
| 3.        | 「リリーのおもかげ Picture of Lily」       |                                                   | - 1967年4月、IBC スタジオ、パイ・スタジオ、ロンドン - キット・ランバート - シングル『リリーのおもかげ』A面（1967年4月21日、1967年6月24日）                                                                             | 2:43  |
| 4.        | 「ドクター・ドクター Doctor! Doctor!」     | John Entwistle                                    | - 1967年4月、ライミューズ・サウンド、ロンドン - キット・ランバート - シングル『リリーのおもかげ』B面（1967年4月21日、1967年6月24日）                                                                                   | 2:53  |
| 5.        | 「恋のマジック・アイ I Can See for Miles」 |                                                   | - 1967年5月‐9月、CBSスタジオ、ロンドン; タレントマスターズ・スタジオ、ニューヨーク; ゴールド・スター・スタジオ、ロサンゼルス - キット・ランバート - シングル『恋のマジック・アイ』A面（1967年10月13日、1967年9月18日） | 3:55  |
| 6.        | 「恋のピンチ・ヒッター Substitute」        |                                                   | - 1966年2月、サウンド・スタジオ、ロンドン - ザ・フー - シングル『恋のピンチ・ヒッター』A面（1966年3月14日、1966年4月2日）                                                                                              | 3:47  |
| 合計時間: | 合計時間:                                  | 合計時間:                                         | 合計時間: | 18:02 |

| #         | タイトル                                         | 作詞・作曲                 | 録音年月日及び場所・プロデュ―サー・オリジナル | 時間  |
| --------- | ------------------------------------------------ | -------------------------- | --- | ----- |
| 1.        | 「ハッピー・ジャック Happy Jack」                |                            | - 1966年11月、リージェント・サウンド・スタジオ及びCBSスタジオ、ロンドン - キット・ランバート - シングル『ハッピー・ジャック』A面（1966年12月6日、1967年3月18日） - アルバム『ハッピー・ジャック』(1967日5月） | 2:11  |
| 2.        | 「ラスト・タイム The Last Time」                 | Mick Jagger, Keith Richard | - 1967年6月29日、デ・レーン・リー・スタジオ、ロンドン - キット・ランバート - シングル『ラスト・タイム』A面（1968年6月30日）                                                                                   | 2:50  |
| 3.        | 「イン・ザ・シティ In the City」                 | Keith Moon, Entwistle      | - 1965年12月、IBC スタジオ、ロンドン - キット・ランバート - シングル『アイム・ア・ボーイ』B面（1966年8月26日、1966年12月）                                                                                    | 2:19  |
| 4.        | 「コール・ミー・ライトニング Call Me Lightning」 |                            | - 1968年1月、ロンドン; 1968年2月25日‐26日、ゴールド・スター、ロサンゼルス - キット・ランバート - シングル『ドッグズ』B面（1968年6月14日）                                                                     | 2:19  |
| 5.        | 「マリー・アンヌ Mary Anne with the Shaky Hand」 |                            | - 1967年8月6日‐7日、タレントマスターズ・スタジオ、ニューヨーク - キット・ランバート - シングル『恋のマジック・アイ』B面（1967年9月18日）                                                                      | 2:50  |
| 6.        | 「ドッグス Dogs」                                |                            | - 1968年5月、アドビジョン・スタジオ、ロンドン - キット・ランバート - シングル『ドッグズ』A面（1968年6月14日）                                                                                                 | 3:03  |
| 合計時間: | 合計時間:                                        | 合計時間:                  | 合計時間: | 15:32 |

### CD
| #         | タイトル                                         | 作詞・作曲                                        | 録音年月日及び場所・プロデュ―サー・オリジナル | 時間  |
| --------- | ------------------------------------------------ | ------------------------------------------------- | --- | ----- |
| 1.        | 「バケット・T Bucket T」                         | Dean Torrence, Roger Christian, Donald J. Altfeld | - 1966年8月、IBC スタジオ、ロンドン - キット・ランバート - EP『レディ・ステディ・フー』（1966年11月11日） | 2:08  |
| 2.        | 「アイム・ア・ボーイ I'm a Boy」                 |                                                   | - 1966年8月1日、IBC スタジオ、ロンドン - キット・ランバート - シングル『アイム・ア・ボーイ』A面（1966年8月26日、1966年12月）                                                                                           | 2:36  |
| 3.        | 「リリーのおもかげ Picture of Lily」             |                                                   | - 1967年4月、IBC スタジオ、パイ・スタジオ、ロンドン - キット・ランバート - シングル『リリーのおもかげ』A面（1967年4月21日、1967年6月24日）                                                                             | 2:43  |
| 4.        | 「ドクター・ドクター Doctor! Doctor!」           | John Entwistle                                    | - 1967年4月、ライミューズ・サウンド、ロンドン - キット・ランバート - シングル『リリーのおもかげ』B面（1967年4月21日、1967年6月24日）                                                                                   | 2:53  |
| 5.        | 「恋のマジック・アイ I Can See for Miles」       |                                                   | - 1967年5月‐9月、CBSスタジオ、ロンドン; タレントマスターズ・スタジオ、ニューヨーク; ゴールド・スター・スタジオ、ロサンゼルス - キット・ランバート - シングル『恋のマジック・アイ』A面（1967年10月13日、1967年9月18日） | 3:55  |
| 6.        | 「恋のピンチ・ヒッター Substitute」              |                                                   | - 1966年2月、サウンド・スタジオ、ロンドン - ザ・フー - シングル『恋のピンチ・ヒッター』A面（1966年3月14日、1966年4月2日）                                                                                              | 3:47  |
| 7.        | 「ハッピー・ジャック Happy Jack」                |                                                   | - 1966年11月、リージェント・サウンド・スタジオ及びCBSスタジオ、ロンドン - キット・ランバート - シングル『ハッピー・ジャック』A面（1966年12月6日、1967年3月18日） - アルバム『ハッピー・ジャック』(1967日5月）          | 2:11  |
| 8.        | 「ラスト・タイム The Last Time」                 | Mick Jagger, Keith Richard                        | - 1967年6月29日、デ・レーン・リー・スタジオ、ロンドン - キット・ランバート - シングル『ラスト・タイム』A面（1968年6月30日）                                                                                            | 2:50  |
| 9.        | 「イン・ザ・シティ In the City」                 | Keith Moon, Entwistle                             | - 1965年12月、IBC スタジオ、ロンドン - キット・ランバート - シングル『アイム・ア・ボーイ』B面（1966年8月26日、1966年12月）                                                                                             | 2:19  |
| 10.       | 「コール・ミー・ライトニング Call Me Lightning」 |                                                   | - 1968年1月、ロンドン; 1968年2月25日‐26日、ゴールド・スター、ロサンゼルス - キット・ランバート - シングル『ドッグズ』B面（1968年6月14日）                                                                              | 2:19  |
| 11.       | 「マリー・アンヌ Mary Anne with the Shaky Hand」 |                                                   | - 1967年8月6日‐7日、タレントマスターズ・スタジオ、ニューヨーク - キット・ランバート - シングル『恋のマジック・アイ』B面（1967年9月18日）                                                                               | 2:50  |
| 12.       | 「ドッグス Dogs」                                |                                                   | - 1968年5月、アドビジョン・スタジオ、ロンドン - キット・ランバート - シングル『ドッグズ』A面（1968年6月14日） | 3:03  |
| 合計時間: | 合計時間:                                        | 合計時間:                                         | 合計時間: | 33:34 |

## 参加ミュージシャン
※番号はCDのトラック・ナンバーを示す。
- ロジャー・ダルトリー　Roger Daltrey – ヴォーカル
- ピート・タウンゼント　Pete Townshend – ギター、キーボード、ヴォーカル、ベース・ギター（8）
- ジョン・エントウィッスル　John Entwistle – ベース・ギター（8を除く）、金管楽器、ヴォーカル
- キース・ムーン　Keith Moon – ドラムス、リード・ヴォーカル（1）